# Jacob Vestergaard

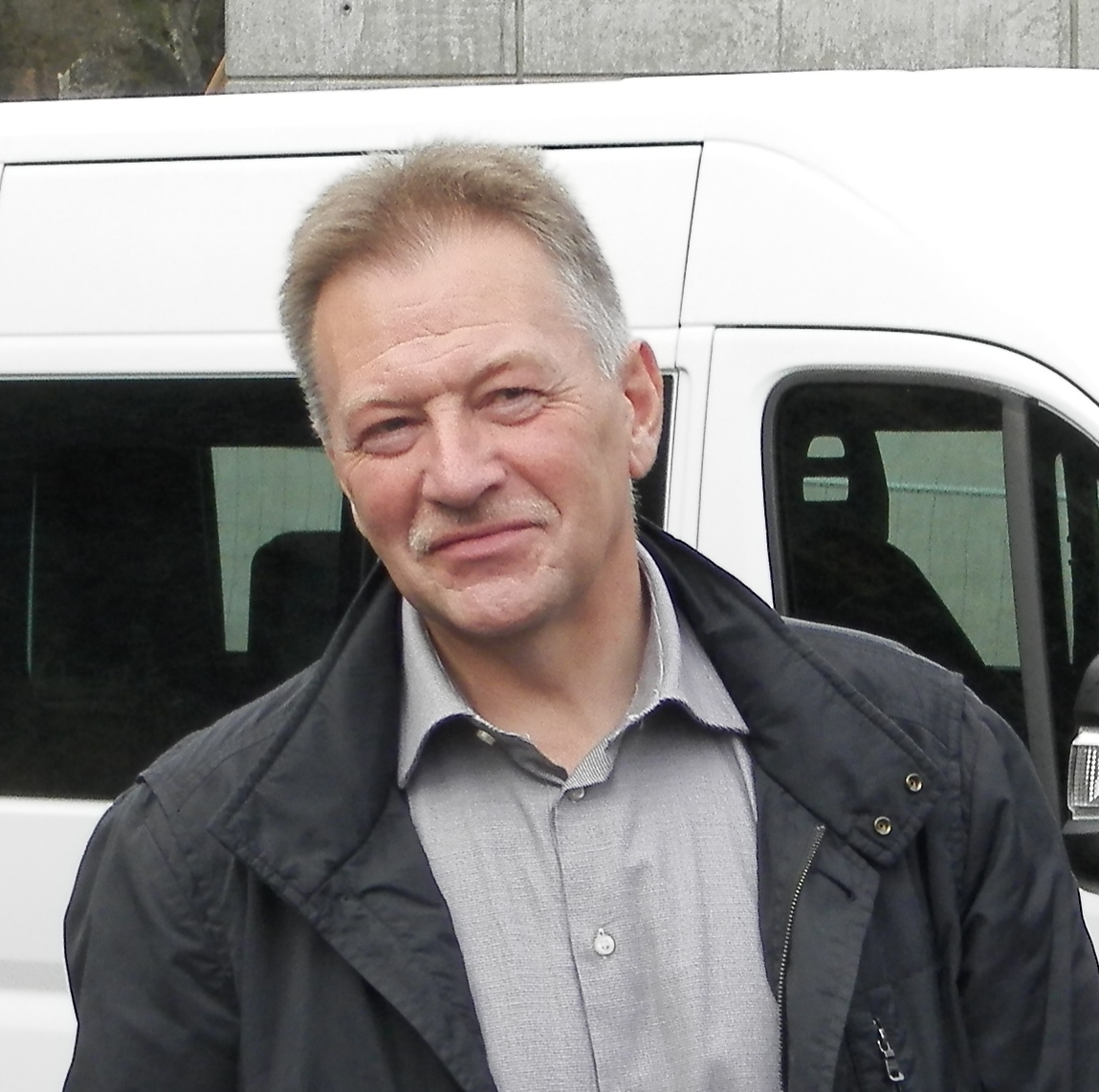
Jacob Vestergaard im Jahr 2015

Jacob Vestergaard (* 7. April 1961 in Tvøroyri, Färöer) ist ein färöischer Polizist und Politiker der konservativen Volkspartei (Fólkaflokkurin). Er war von 2003 bis 2004, von 2008 bis 2011 sowie von 2012 bis 2015 Fischereiminister in der färöischen Landesregierung. Seit Mitte September 2015 sitzt er wieder als Abgeordneter seiner Partei im Løgting.

## Politik
Jacob Vestergaard war von Januar 1993 bis Februar 2003 sowie von Januar bis Dezember 2004 Bürgermeister der Gemeinde Sumba (Sumbiar kommuna). 
Bereits 2003 wurde er für ein Jahr Fischereiminister in der färöischen Landesregierung Kallsberg II.
Von Dezember 2005 bis November 2007 war Jacob Vestergaard Innenminister in der Landesregierung Eidesgaard I. Er wurde entlassen, weil er den Hauptsitz des Küstenschifffahrtsunternehmens Strandfaraskip Landsins (SSL) von der Hauptstadt Tórshavn nach Tvøroyri, seinem Geburtsort, auf die Südinsel verlegt hatte.
Im Januar 2008 wurde er mit 870 persönlichen Stimmen erstmals in das Løgting gewählt. Dies war innerhalb seiner Partei das beste Ergebnis und Beobachter gehen davon aus, dass die Verlegung des Hauptsitzes von SSL mit 16 Arbeitsplätzen auf die Südinsel zu dem guten Abschneiden wesentlich beigetragen hatte.
Von September 2008 bis April 2011 war er Minister für Äußeres und Fischerei in der Landesregierung Kaj Leo Johannesen I. Er gab dann den Außenministerposten ab und im Juni 2011 auch den des Fischereiministers.
Ende Oktober 2011 wurde er mit 1048 persönlichen Stimmen erneut ins Parlament gewählt. Dies war innerhalb seiner Partei gleich hinter Annika Olsen das zweitbeste Ergebnis.
Im Februar 2012 wurde er Nachfolger von Jákup Mikkelsen als Fischereiminister in der Landesregierung Kaj Leo Johannesen II und blieb bis September 2015 in dem Amt.
Bei den Wahlen zum Løgting am 1. September 2015 wurde er mit 966 persönlichen Stimmen wiedergewählt. Dies war innerhalb seiner Partei mit wenigen Stimmen Vorsprung vor Annika Olsen das beste Ergebnis. Seine Partei landete jedoch nach der erfolgreichen Koalitionsbildung durch Aksel V. Johannesen in der Opposition. Nach seiner Verabschiedung als Fischereiminister sitzt 
Jacob Vestergaard seit Mitte September 2015 wieder als Abgeordneter seiner Partei im Løgting.

## Familie
Jacob Vestergaard ist mit Sólfríð Vestergaard verheiratet. Das Paar hat vier Kinder und lebt in Akrar.